# مبروك المشري
مبروك المشري (بالفرنسية: Mabrouk El Mechri)‏ هو كاتب سيناريو ومخرج وممثل فرنسي، ولد في 18 سبتمبر 1976 في فرنسا.

## أعمال

### أفلام
- (2008) جي سي في دي
- (2006) ستاند اب

## وصلات خارجية
- مبروك المشري على موقع IMDb (الإنجليزية)
- مبروك المشري على موقع ألو سيني (الفرنسية)
- مبروك المشري على موقع أول موفي (الإنجليزية)
- مبروك المشري على موقع قاعدة بيانات الأفلام السويدية (السويدية)
- مبروك المشري على موقع قاعدة بيانات الفيلم (الإنجليزية)
- مبروك المشري على موقع كينوبويسك (الروسية)